# Road America
Road America ist eine permanente Motorsport-Rennstrecke in Elkhart Lake im US-Bundesstaat Wisconsin. Der 1955 eröffnete Straßenkurs war lange Zeit die längste existierende Rennstrecke Nordamerikas und ist aufgrund ihres Layouts mit langen Geraden einer der schnellsten Rennstrecken des Landes.

## Geschichte

### Offener Straßenkurs
In den späten 1940er Jahren nahm die Popularität von Straßenrennen in den USA deutlich zu. Veranstaltet wurden diese vom Sports Car Club of America und zusammen mit der Gemeinde Elkhart Lake veranstalteten sie 1950 das erste Straßenrennen im Ort.
Das Start und Ziel lag auf der County Road P. Die Teilnehmer fuhren Richtung Norden zur County Road J, von dort in Richtung der Gemeinde und anschließend Richtung Westen zum damaligen County Highway X. Über die County Road P ging es wieder zurück zur Start- und Ziellinie. Die Rundenlänge auf diesem Kurs betrug 3,3 Meilen oder umgerechnet 5,3 km. Er wurde am 17. Februar 2006 in das National Register of Historic Places aufgenommen und entsprechende Hinweisschilder wurden entlang der Strecke aufgestellt.
Für die nächsten beiden Rennen in den Jahren 1951 und 1952 wurde eine andere Streckenführung verwendet. Der Kurs über die County-Straßen J, A und P hatte eine Länge von 6,5 Meilen beziehungsweise 10,5 km.

### Privater Straßenkurs

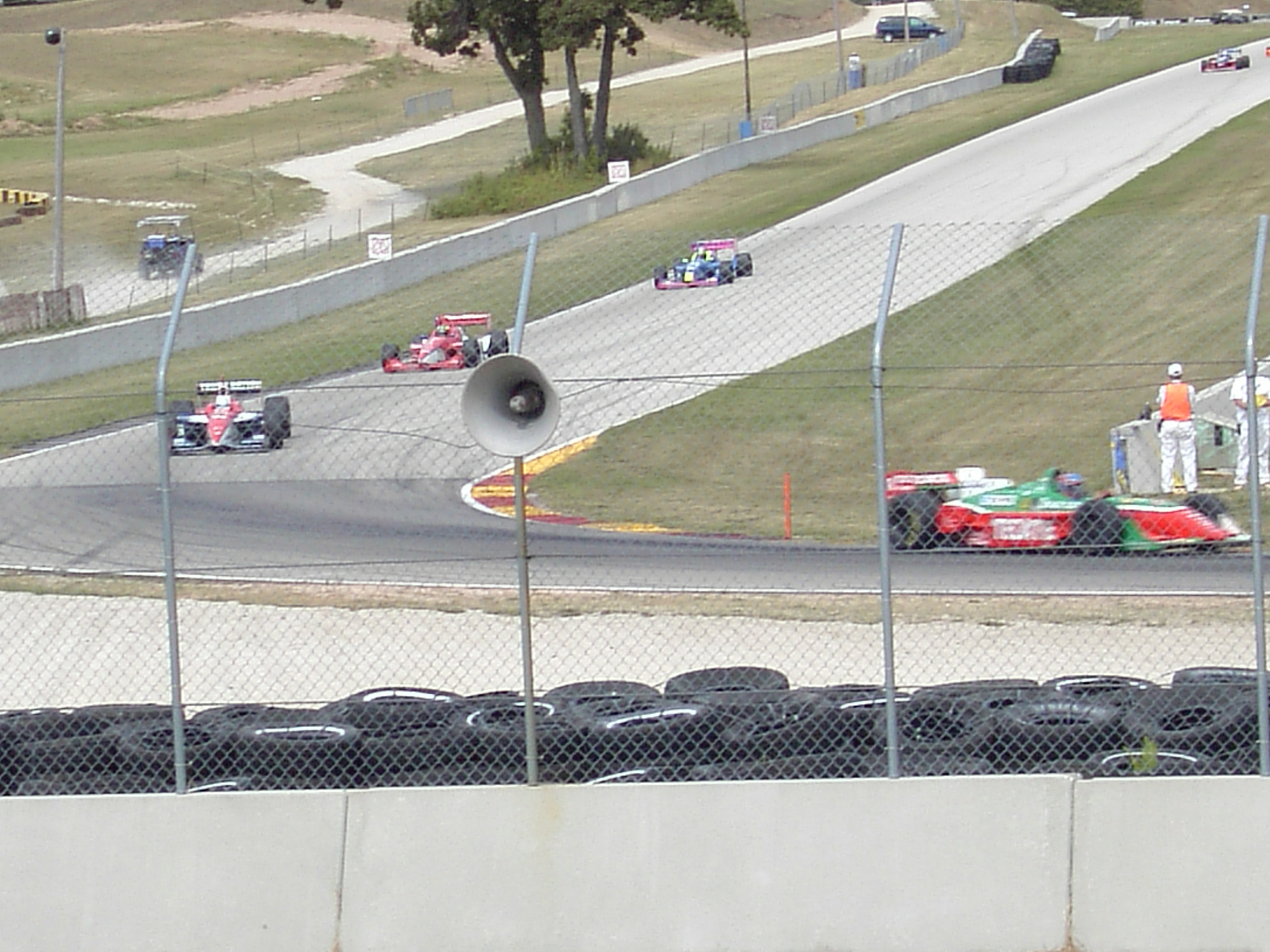
Champ Cars in Kurve 8 bei der Kohler International Challenge

Nach dem Unfall in Watkins Glen 1952, bei dem ein zwölfjähriges Kind getötet wurde, kam es zum Verbot von Motorsportrennen auf öffentlichen Highways. Dennoch bedeutete diese einschneidende Maßnahme nicht das Ende von Straßenrennen, vielmehr wurden sie auf private Rennstrecken verlagert. So eröffnete Cliff Tufte 1955 die heute als Road America bekannte Rennstrecke. Seit der Eröffnung hat sich die Konfiguration nicht wesentlich verändert. 2003 wurde zur Reduzierung der Geschwindigkeiten von Motorrädern auf der Gegengerade eine Schikane eingangs des „Kinks“ (Turn 11) installiert.

## Strecke und Einrichtungen

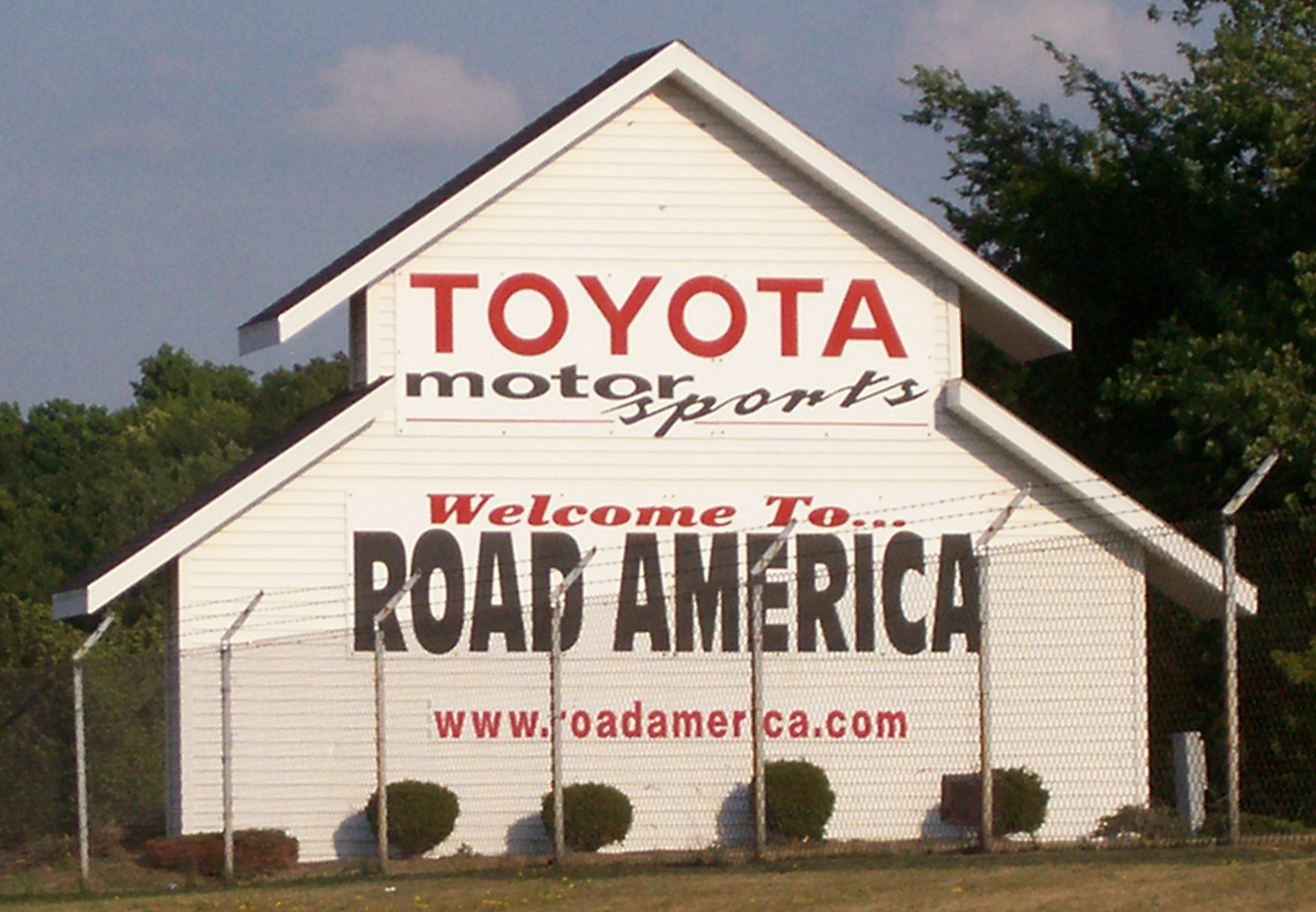
Willkommen-Schild

Der Kurs besitzt eine Länge von etwas mehr als 4 Meilen oder umgerechnet circa 6,5 km und hat insgesamt 14 Kurven. Daneben existieren mehrere Höhenunterschiede, die während einer Runde überwunden werden müssen, sowie eine lange Start- und Zielgerade, auf der Geschwindigkeiten von bis zu 200 mph erzielt werden. Bekannt ist die Rennstrecke insbesondere für ihre Gegengerade mit dem sogenannten „Kink“, einem Knick, der bereits vielen Rennfahrer zum Verhängnis wurde und die deswegen aus dem Rennen ausscheiden mussten.
Auf der Anlage selbst bestehen Tribünen mit einer Kapazität von 10.000 Zuschauern, aufgrund der vielen Hügel entlang der Rennstrecke können aber mehr als 150.000 Zuschauer einem Rennen beiwohnen. Daneben existieren 13 Sondertribünen, die aber nicht ohne Weiteres frei zugänglich sind. Erlaubt hingegen ist das Camping auf dem Gelände.
Neben der Hauptrennstrecke existiert eine 0,8 Meilen beziehungsweise 1,29 km lange Kartbahn innerhalb des Karussells, der sogenannte „Briggs & Stratton Motorplex“. Er wurde an der Stelle eines ehemaligen Off-Road-Kurses errichtet, auf dem die SODA-Serie in den 1990er Jahren Rennen veranstaltete.

## Veranstaltungen
Viele verschiedene Rennserien nutzten die Road America, um Rennen zu veranstalten. Die erste war der the Sports Car Club of America am 10. September 1955. Im Jahre 1956 war die Grand National Series der NASCAR in Road America zu Gast – es sollte aufgrund des mangelnden kommerziellen Erfolgs bis 2010 das einzige NASCAR-Rennen auf dem Kurs bleiben. Von 1982 an bis zum Konkurs 2008 veranstaltete die Champ Car World Series (CCWS) jedes Jahr ein Rennen hier. Zu den weiteren Rennserien zählen die American Le Mans Series, die Grand-Am, USAC, CanAm, Trans-Am, IMSA, oder auch die AMA. Seit 2010 wird zudem ein Rennen der NASCAR Xfinity Series ausgetragen, 2016 kehrte die IndyCar Series als Nachfolger der CCWS auf die Strecke zurück.
Aktuell fahren unter anderem die IndyCar Series, NASCAR Xfinity Series, AMA Superbike Championship sowie die IMSA WeatherTech SportsCar Championship Rennen auf der Strecke aus.

## Weblinks

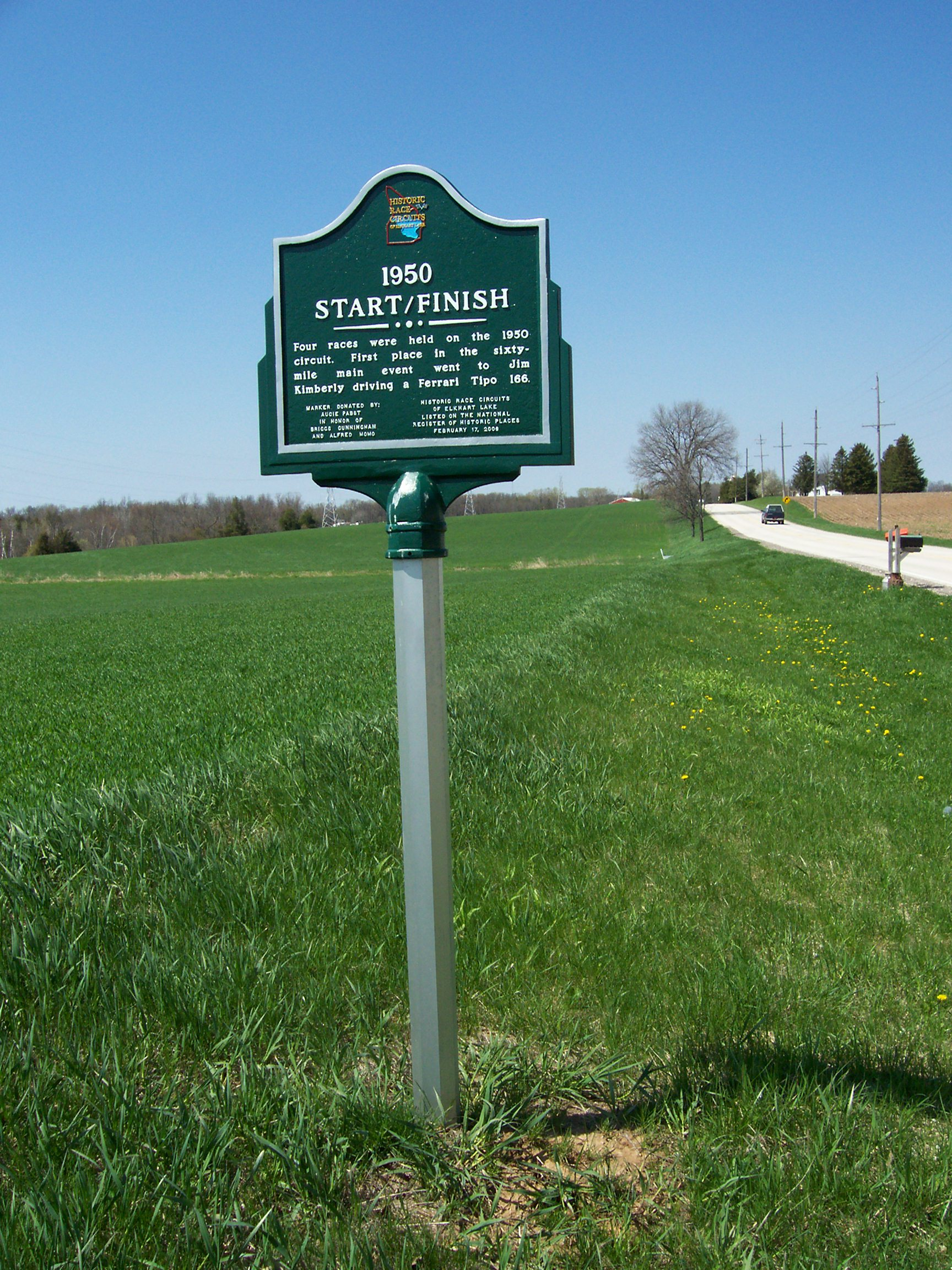
Hinweisschild an der Start- und Ziellinie des 1950 eröffneten Straßenkurses